# Diodia flavescens
Diodia flavescens är en måreväxtart som beskrevs av William Philip Hiern. Diodia flavescens ingår i släktet Diodia och familjen måreväxter. Inga underarter finns listade i Catalogue of Life.